# William Holden
William Holden, vlastním jménem William Franklin Beedle Jr. (17. dubna 1918, O'Fallon, Illinois, USA – 16. listopadu 1981 Santa Monica, Kalifornie, USA) byl americký herec. Je držitelem Oscara za nejlepší mužský herecký výkon v hlavní roli a celkem šestkrát se umístil v žebříčku mezi 10 nejlépe placenými americkými herci roku.

## Biografie

### Mládí a kariéra
Pocházel z poměrně vážené a dobře situované středostavovské rodiny. Své dětství strávil v kalifornském městě Pasadena. Již během svých studií začal vystupovat v rozhlasových hrách, které vysílalo místní rádio. Po ukončení středoškolského studia, začal po vzoru svého otce studovat chemii. K filmu se dostal díky, jednomu z hledačů talentů od hollywoodského filmového studia Paramount Pictures. U filmu debutoval v roce 1938 a svou první hlavní roli ztvárnil v roce 1939 ve filmu Golden Boy (Zlatý chlapec), který mu též vynesl filmovou přezdívku.[zdroj?]
Kromě Paramountu působil i u studia Columbia Pictures, avšak po vypuknutí druhé světové války narukoval k americkému armádnímu letectvu, kde dosáhl hodnosti poručíka a natáčel i různé instruktážní a výcvikové armádní filmy. Jeho bratr Robert Beedle také sloužil u amerického námořního letectva a tragicky zahynul ve službě v lednu 1945.
K natáčení filmů se po válce opět vrátil a v roce 1950 ztvárnil svou nejvýznamnější roli ve slavném snímku Sunset Boulevard režiséra Billyho Wildera. Tento film získal celkem 11 nominací na Oscara, z nichž tři proměnil. Další slavný snímek, Stalag 17 od stejného režiséra, Holdenovi dokonce vynesl Oscara za herecký výkon v hlavní roli. Jeho hvězdná kariéra úspěšně pokračovala řadou dalších významných snímků, během kterých si zahrál i se slavnými filmovými hvězdami jako Grace Kellyovou, Audrey Hepburnovou či Sophií Lorenovou. Koncem 50. let si zahrál ve slavném filmu Most přes řeku Kwai, který následovala řada dalších snímků, včetně akčního katastrofického filmu Skleněné peklo, kde si zahrál po boku Paula Newmana a Steva McQueena.

### Osobní život a vystupování
V Hollywoodu měl pověst velkého bouřliváka, bonvivána a milovníka žen (mezi jeho přítelkyně údajně patřila řada ženských hereckých hvězd, mimo jiné i Audrey Hepburnová[zdroj?]). V soukromém životě však často trpěl velkými depresemi, a propadl alkoholu. Tyto psychické potíže ještě více zhoršila jeho spoluúčast na tragické autonehodě v roce 1966, v důsledku čehož začal ještě více pít. V letech 1959 až 1967 pobýval často v Evropě a v Africe, kde se aktivně věnoval ochraně divoce žijící zvěře. V Africe po určitou dobu působil dokonce i jako správce jedné z místních přírodních rezervací. Obdivoval umění a také sbíral různé umělecky cenné předměty, pocházející zejména z Asie.[zdroj?]
Svým politickým přesvědčením byl republikán, ale na rozdíl od svého přítele, herce Ronalda Reagana, se politice systematicky nijak nevěnoval. V roce 1947 se však aktivně přidal ke skupině republikánských politiků, kteří vystupovali proti hollywoodské černé listině.

### Smrt
Zemřel na následky úrazu hlavy (patrně se tak stalo pod vlivem alkoholu) ve svém sídle v kalifornské Santa Monice. Podle pitevní zprávy vykrvácel. Jeho tělo bylo nalezeno až několik dní po smrti.

## Filmografie (výběr)
- Sunset Boulevard (Sunset Blvd.; 1950)
- Včera narození (Born Yesterday; 1950)
- Stalag 17 (Stalag 17; 1953)
- Sabrina (Sabrina; 1954)
- Piknik u cesty (Picnic; 1955)
- Most přes řeku Kwai (The Bridge on the River Kwai; 1957)
- Paříž, když to hoří (1964)
- Pod kopyty stád (Alvarez Kelly; 1966)
- Divoká banda (The Wild Bunch; 1969)
- Skleněné peklo (The Towering Inferno; 1974)
- Televizní společnost (Network; 1976)